# Calochilus herbaceus
Calochilus herbaceus är en orkidéart som beskrevs av John Lindley. Calochilus herbaceus ingår i släktet Calochilus och familjen orkidéer. Inga underarter finns listade i Catalogue of Life.